# Literaturhaus Leipzig
Das Literaturhaus Leipzig ist eine 1990 gegründete Institution der Kulturförderung in Leipzig. 
Das Literaturhaus Leipzig ist eines von vielen Literaturhäusern im deutschen Sprachraum. Es befindet sich seit 2005 im 1996 auf historischem Boden (Buchhändlerhaus) gebauten Haus des Buches im Gerichtsweg unweit des Gutenbergplatzes.
Das Haus enthält Hörspielwerkstätten für Kinder und Jugendliche und ein Café. 
Träger ist das Kuratorium Haus des Buches e.V. Geschäftsführer des Kuratoriums Haus des Buches e.V. und Programmleiter des Literaturhauses ist seit 2018 der Literaturwissenschaftler Thorsten Ahrend.